# Civraxu
Il civraxu (IPA: [tʃiˈvɾaʒu]; talvolta erroneamente scritto come civraxiu) è un pane tipico sardo. Pane di grossa pezzatura, dalla crosta di colore bruno dorato e dalla pasta ben lievitata. Consumato quotidianamente durante il lavoro nei campi, è stato a lungo considerato la base dell'alimentazione dei contadini. Gli ingredienti tradizionali sono: la semola di grano duro, la farina di grano duro, il sale, l'acqua ed il lievito naturale – in sardo su fromentu – che andava rinnovato quotidianamente. Dopo la prima lievitazione e la pezzatura a mano della pasta, il civraxu viene posto, per una seconda lievitazione, dentro cestini rivestiti di teli di lino o cotone che ne assorbono l'umidità e, di conseguenza, conferiscono il tipico colore alla crosta durante la cottura. Il  civraxu è un pane nutriente, gustoso e durevole.

## Etimologia
Il nome civraxu, che proviene dal latino cibarius, ossia cibo per eccellenza, è conosciuto anche come civargiu o civarxu.

## Caratteristiche
Pane di semola di grano duro, caratteristico profumo, peso non inferiore a 2 kg, base circolare, presenta una crosta croccante e la mollica morbida. Grazie alla sua preparazione e agli ingredienti rimane buono e morbido per lungo tempo. In passato veniva preparato una volta alla settimana.

## Ingredienti
- semola di grano duro (40% dell'intero farina)
- semolato di grano duro (60% dell'intero farina)
- acqua (da 500 cl a 600 cl per kg di farina)
- lievito madre (100 g per kg di farina)
- sale (20 g per kg di farina)

## Preparazione

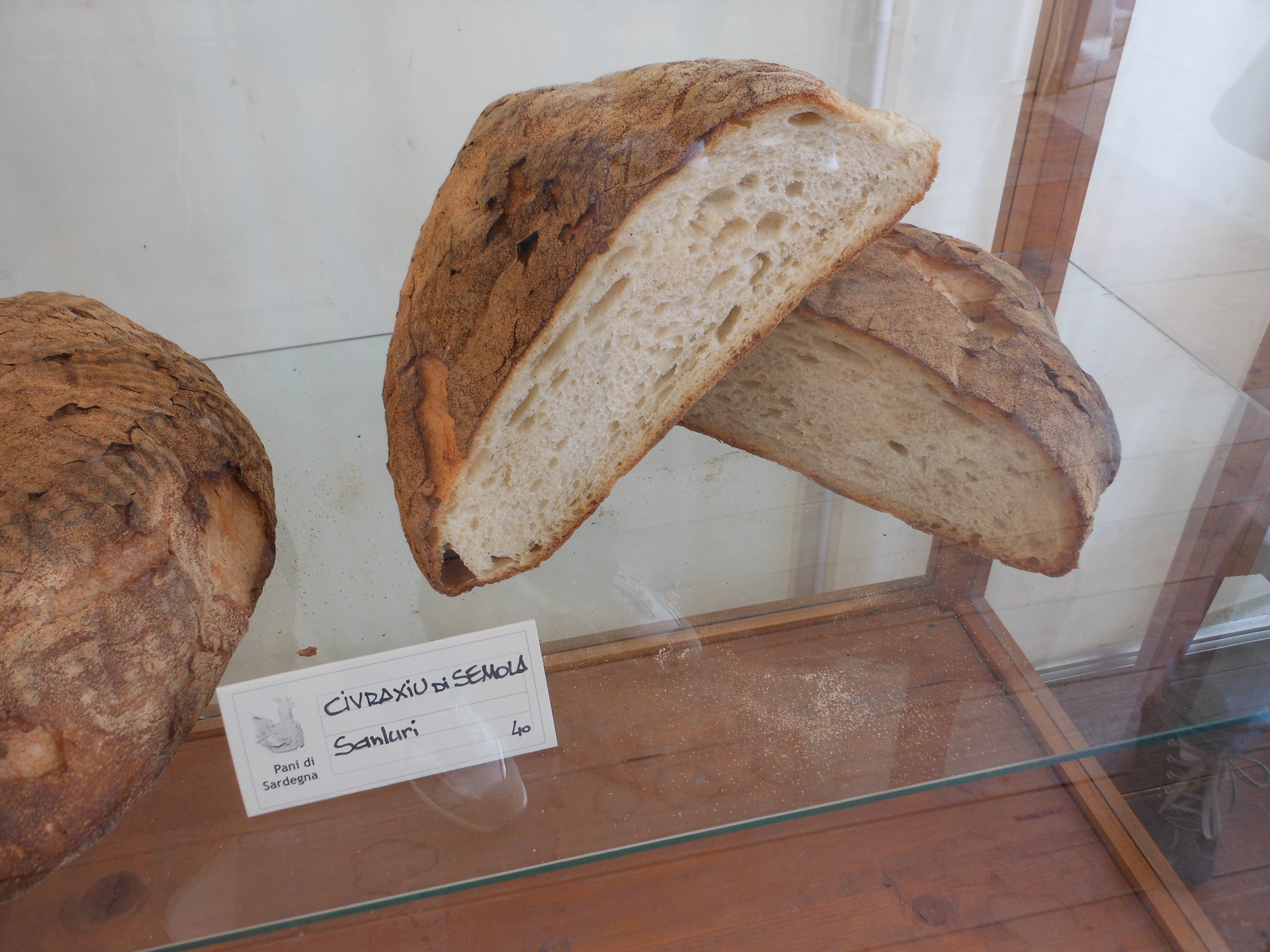

La sera prima si lavora la semola, circa un 40% dell'intero impasto, insieme al semolato, circa un 10% dell'intero impasto, per circa 15/20 minuti con un'impastatrice altrimenti circa 40 minuti se lavorato a mano, ottenendo così una pasta elastica e liscia.
Per impastare semola e semolato utilizzate solo una piccola parte dell'intera quantità d'acqua che servirà per il totale impasto.
Avvolgere l'impasto con della pellicola trasparente affinché su quest'ultimo non si formi quel leggero strato di crosta dovuto al contatto con l'aria.
Se l'impasto risulta essere troppo morbido si rischia che la pellicola trasparente si amalgami all'intero impasto risultando difficile o quasi impossibile separare i due, dunque assicurarsi di utilizzare una quantità di acqua inferiore e di recuperarla in seguito con l'intero impasto di semola e semolato.
Tenete conto che, il giorno dopo, l'impasto di semola avrà una consistenza molto inferiore di quando l'avete lasciato riposare.
La mattina successiva si lavora il restante 50% di semolato che va aggiunto al precedente impasto di semola e semolato ed al lievito madre.
Il lievito madre è dato dalla fermentazione di un pezzo di pasta (su framentu), ricavato da un precedente impasto (il lievito, affinché continui a fermentare, viene lasciato riposare coperto interamente dalla farina dentro un contenitore se riutilizzato entro la settimana oppure può essere conservato in congelatore, dopo averlo fatto riposare almeno un giorno intero nel contenitore coperto dalla farina, per garantirne la durata nel tempo) che lavoreremo con del semolato. La quantità di semolato che ci servirà per lavorare su framentu sarà uguale al 10% dell'intero impasto. Ad esempio: se intendiamo fare 10 kg di pane impasteremo 4 kg di semola insieme ad 1 kg di semolato, lo aggiungeremo ai 5 kg di semolato del giorno dopo ed infine lo uniremo ad 1 kg di lievito preparato il giorno prima), e lasciato riposare ben coperto per diverse ore che variano a seconda della temperatura esterna.
Lavorare il tutto nei contenitori in terracotta detti sciveddas.
Una volta impastato il tutto è bene lasciarlo lievitare minimo due ore all'interno dello stesso contenitore di terracotta che manterrà così l'impasto caldo, coprendolo con dei teli lavati a mano con del sapone di Marsiglia. 
Il pane è un alimento delicato che, durante la lavorazione, assorbe qualsiasi tipo di odore o profumo, anche dei detersivi. 
Dopodiché si fanno le forme, lasciando lievitare anch'esse minimo un'ora all'interno di canestri, recipienti di giunco o materiali simili (parinedda) sempre coperte con i teli.
Il pane è pronto per essere infornato.